# Mayo Clinic Proceedings
Mayo Clinic Proceedings – recenzowane czasopismo naukowe zawierające artykuły z dziedziny medycyny wewnętrznej.
Periodyk powstał w kwietniu 1926 roku jako „Bulletin of the Mayo Clinic and the Mayo Foundation”. Po kilku miesiącach zmienił tytuł na „Proceedings of the Mayo Clinic and the Mayo Foundation”. W 1927 roku został przemianowany na „Proceedings of the Staff Meetings of the Mayo Clinic”. W 1964 roku zmienił nazwę na dotychczasową.
Na łamach czasopisma ukazują:
- edytoriale,
- prace oryginalne,
- artykuły przeglądowe,
- krótkie artykuły poglądowe,
- komentarze,
- zdjęcia medyczne,
- prace opisujące podejścia terapeutyczne,
- krótkie raporty,
- artykuły z sympozjów,
- wytyczne konsensusowe,
- listy do redakcji,
- artykuły specjalne,
- opisy przypadków.

„Mayo Clinic Proceedings” jest jednym z najbardziej rozpowszechnianych, poczytnych i cytowanych czasopism medycznych. Jego średni nakład wynosi około 127 000 egzemplarzy.
Średni odsetek akceptowanych do publikacji manuskryptów waha od 15 do 20%.
Impact factor periodyku za 2015 rok wyniósł 5,920, co uplasowało go na 12. miejscu spośród 150 czasopism w kategorii „medycyna wewnętrzna”. Na polskiej liście czasopism punktowanych przez Ministerstwo Nauki i Szkolnictwa Wyższego z 2015 roku „Mayo Clinic Proceedings” otrzymało 40 punktów. SCImago Journal Rank czasopisma za 2015 rok wyniósł 2,456, dając mu 83. miejsce na 1779 czasopism w kategorii „medycyna”.